# Сюлейман Саїд
Сюлейман Сеїд Бей (нар.1842, Стамбул  — 1913, Стамбул) — турецький живописець і вчитель мистецтва, відомий головним чином написанням натюрмортів. 

## Біографія

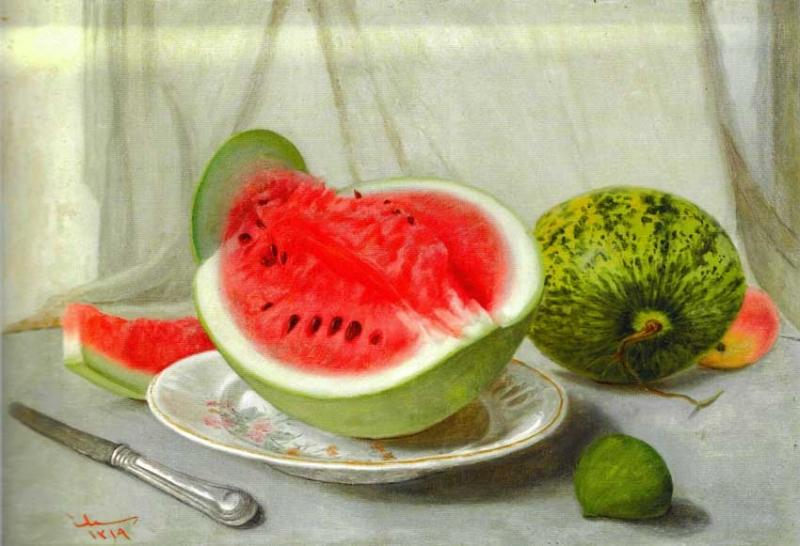

Сюлейман Саїд народився в шляхетній анатолійській родині. Його дід був відомим майстром-художником, який спеціалізувався на перламутрових інкрустаціях. Після закінчення початкової освіти він відвідував Турецьку військову академію. Його ескізи та акварелі привернули увагу Джованні Шранца (1794-1882), мальтійського художника, який відвідував Стамбул. За порадою Шранца Сеїд вирішив спробувати зробити кар'єру в мистецтві. 

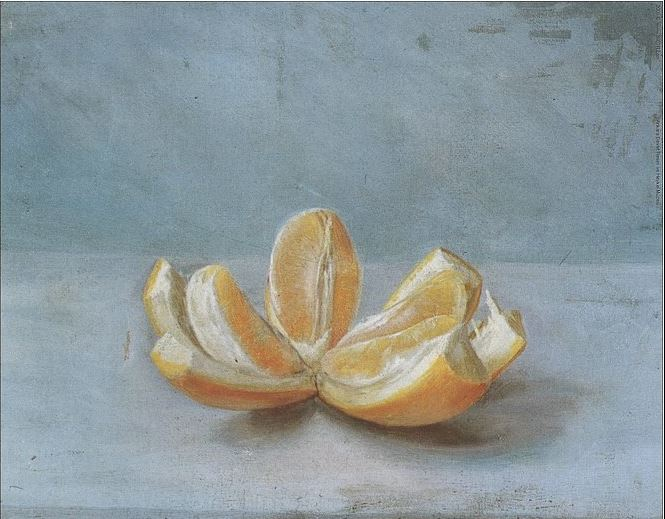
Натюрморт з апельсином.

У 1862 році він поїхав вчитися в Париж до спеціальної школи, створеної для турецьких студентів, потім вступив у майстерню Олександра Кабанеля. Після цього він рік навчався в Італії і повернувся додому в 1870 році, де став викладачем в Академії. Наступного року Екер Ахмет Паша також повернувся з Парижа та вступив до Турецької Академії. Зростання розбіжностей між цими двома художниками призвело до відставки Сеїда у 1880 році. 
Сюлейман Саїд викладав у Військовій середній школі Кулелі чотири роки, потім перейшов до Військово-медичного училища, де й пробув до 1910 року врешті-решт піднявся до звання полковника (Міралай). За цей час він організував виставки, що мали на меті ознайомити османську публіку із західними стилями живопису. Він також писав нариси про мистецтво та працював перекладачем для кількох газет. Людина високо духовна, він все життя присвятив мистецтву.